# Kühberg (Furth im Wald)
Kühberg ist ein Gemeindeteil der Stadt Furth im Wald im Landkreis Cham des Regierungsbezirks Oberpfalz im Freistaat Bayern.

## Geografie
Kühberg liegt 5 Kilometer südwestlich von Furth im Wald, 300 Meter nördlich der Staatsstraße 2154. Nördlich von Kühberg erheben sich der 547 Meter hohe Kühberg und der 538 Meter hohe Maurerriegel. Kühberg und Tradt erstrecken sich als Streusiedlungen über die Südwesthänge von Kühberg, Maurerriegel und Kirschriegel. Kühberg liegt mehr oben am Hang und Tradt weiter unten zur Staatsstraße 2154 hin. Die beiden Siedlungen sind jedoch nicht ganz eindeutig voneinander abgegrenzt.

## Geschichte
Kühberg wurde in der Kirchenmatrikel von 1838 als zur Pfarrei Arnschwang gehörend erstmals erwähnt. Von 1867 bis 1946 bestand die Gemeinde Ränkam aus den Ortsteilen Bruckmühle, Degelberg, Kühberg, Leinmühle, Ränkam, Rußmühle, Tradt, Waradein und Ziegelhütte. 1946 wurde die Gemeinde Grabitz zerschlagen. Grabitz mit Stieberg und Tradtbauer wurde nach Furth im Wald eingemeindet und Haberseigen kam zur Gemeinde Ränkam. Bei der Gebietsreform in Bayern wurde 1972 die Gemeinde Ränkam mit ihren Gemeindeteilen Bruckmühle, Degelberg, Haberseigen, Kühberg, Leinmühle, Ränkam, Rußmühle, Tradt, Waradein und Ziegelhütte in die Stadt Furth im Wald eingemeindet.
Kühberg gehörte 1838 zur Pfarrei Arnschwang. 1913 kam Kühberg zum Kuratbenefizium Ränkam, Dekanat Cham. 1997 hatte Kühberg 44 Katholiken.

## Einwohnerentwicklung ab 1838
| Jahr | Einwohner | Gebäude |
| ---- | --------- | ------- |
| 1838 | 8         | 1       |
| 1861 | 11        | k. A.   |
| 1871 | 23        | 4       |
| 1885 | 24        | 4       |
| 1900 | 38        | 7       |
| 1913 | 28        | 4       |

| Jahr | Einwohner | Gebäude |
| ---- | --------- | ------- |
| 1925 | 49        | 8       |
| 1950 | 90        | 14      |
| 1961 | 51        | 11      |
| 1970 | 59        | k. A.   |
| 1987 | 50        | 12      |
| 2011 | 46        | k. A.   |